# Pacte des libéraux-démocrates
Ne doit pas être confondu avec Libéraux-démocrates (Italie).
 (août 2024).
Si vous disposez d'ouvrages ou d'articles de référence ou si vous connaissez des sites web de qualité traitant du thème abordé ici, merci de compléter l'article en donnant les références utiles à sa vérifiabilité et en les liant à la section « Notes et références ».
Le Pacte des libéraux-démocrates (en italien : Patto dei Liberaldemocratici) était un parti politique italien, libéral, de centre droit qui considère que la Maison des libertés de Silvio Berlusconi n'est pas une alliance suffisamment libérale. Il est favorable au scrutin majoritaire et au présidentialisme. Il a repris le symbole du Pacte (il Patto) de Mario Segni. Il est inactif depuis 2006.
Il disposait d'un député à la Chambre des députés, Michele Cossa, ancien maire de Sestu (en plus de Mario Segni et de Carlo Scognamiglio). Mais ce député de Sestu fait partie des Riformatori sardi (les Réformateurs sardes), alliés à la Maison des libertés pour les élections régionales en Sardaigne et qui utilisent un symbole proche de celui du Pacte.
Le président de ce parti en est le sénateur Carlo Scognamiglio Pasini. Le secrétaire, l'On. Mario Segni, le vice-secrétaire, le docteur Salvatore Nappi. Le coordinateur à l'organisation nationale, l'avocat Pasquale Improta.
Ce parti s'est allié à l'Union pour les élections régionales d'avril 2005 mais s'est allié à la Maison des libertés en Sardaigne pour les élections en Sardaigne régionales (2004) et provinciales (2005) où il a obtenu quelques conseillers.
En 2011, il ne semble plus rester comme actif un groupe dit des Jeunes libéraux-démocrates (Giovani Liberal Democratici, abrégé en GLD) dont le lien est donné ici.